# Caroline Medina
Caroline Gabriela Medina Peschiutta (sinh ngày 27 tháng 6 năm 1992 tại Maracay, Venezuela) là một nữ hoàng sắc đẹp. Cô chiến thắng cuộc thi Siêu mẫu Tuổi teen Venezuela 2009. Sau đó giành vương miện Hoa hậu Trái Đất Venezuela 2010, trở thành đại diện cho quốc gia này tại cuộc thi Hoa hậu Trái Đất 2011.

## Các cuộc thi
Medina đại diện cho Aragua ở cuộc thi Hoa hậu Venezuela 2010 vào ngày 28 tháng 10 năm 2010 và giành vương miện Hoa hậu Trái Đất Venezuela 2010. Trong phần thi ứng xử của Top 4 Hoa hậu Trái Đất 2011, cô gặp một chút rắc rối về câu trả lời của mình. Cuối cuộc thi, cô giành vương miện Hoa hậu Lửa (tương đương Á hậu 3). Caroline cũng từng chiến thắng Reina Hispanoamericana, được tổ chức ở Santa Cruz, Boliviavào ngày 4 tháng 10 năm 2010. Trước đó, vào ngày 6 tháng 8 năm 2009, cô cũng chiến thắng Siêu mẫu Tuổi teen Venezuela 2009 ở Caracas (Venezuela).